# وانغ داهنغ
وانغ داهنغ (في اللغة الصينية: 王大珩؛ مواليد 26 فبراير 1915 - 21 يوليو 2011) عالم فيزياء بصرية ومهندس ومخترع صيني يُعتبر على نطاق واسع «أب الهندسة البصرية» في الصين.  كان أكاديميًا مؤسسًا لكل من الأكاديمية الصينية للعلوم والأكاديمية الصينية للهندسة. إضافة، كان مؤسس معهد تشانغتشون للبصريات والميكانيكا الدقيقة، وجامعة تشانغتشون للعلوم والتكنولوجيا، والجمعية البصرية الصينية.

## النشأة والتعليم
وُلِد وانغ في 26 فبراير 1915 في طوكيو، اليابان، وكان موطن أجداده في سوتشو ، الصين.  كان والده وانغ ينغوي (في اللغة الصينية: 王 应 伟) عالم فلك درس في اليابان.
تخرج وانغ من قسم الفيزياء في جامعة تسينغهوا عام 1936.    في عام 1938 ، حصل على منحة بوكسر اندمنتي الدراسية للدراسة في إنجلترا. بعد حصوله على درجة الماجستير من كلية لندن الامبراطورية في عام 1940 ، بدأ دراسات الدكتوراه في جامعة شيفيلد في الفيزياء البصرية والتكنولوجيا.

## المسار المهني

### المملكة المتحدة
بعد اندلاع الحرب العالمية الثانية في عام 1939 ، حظرت ألمانيا النازية ، وهي صانع رئيسي للزجاج البصري ، تصدير المنتج الاستراتيجي. عرضت الحكومة البريطانية الدعم للشركات المحلية لتطوير وتصنيع المنتج، حيث قرر وانغ التخلي عن دراسته والانضمام إلى شركة جانس برثر، وهي شركة بريطانية رائدة في تصنيع الزجاج.  أدت أبحاثه في الشركة إلى تطوير أنواع جديدة من الزجاج البصري والأدوات الدقيقة. 

### الصين
في عام 1948 ، عاد وانغ إلى الصين وأنشأ قسم الفيزياء التطبيقية في جامعة داليان السابقة (وهي الآن جزء من جامعة داليان للتكنولوجيا). 
في عام 1952 ، أسس وانغ معهد تشانغتشون للبصريات والميكانيكا الدقيقة (المعروف في الأصل باسم معهد الأجهزة) التابع للأكاديمية الصينية للعلوم في تشانغتشون.   ويعتبر أيضًا مؤسس جامعة تشانغتشون للعلوم والتكنولوجيا، وهي فرع من فروع المعهد.  عمل في المعهد من 1952 إلى 1983 ، وشغل عدة مرات منصب رئيس المعهد.  في المعهد، صنع عددًا من الاختراعات وطور أول ميكروسكوب إلكتروني وليزر في الصين.  تحت قيادته، لعب معهد تشانغتشون دورًا حاسمًا في تطوير الأسلحة الاستراتيجية، وتطوير بصريات عالية الدقة لأنظمة توجيه الصواريخ. حيث مكنت من تحقيق انجازات كبيرة لبرنامج الصواريخ الباليستية الذي تطلقه الغواصات في الصين.  :154
تم انتخاب وانغ كعضو مؤسس للأكاديمية الصينية للعلوم في عام 1955.  في عام 1992 ، دعا هو وخمسة علماء آخرين إلى إنشاء الأكاديمية الصينية للهندسة المستقلة عن الاكاديمية الصينية للعلوم. عندما قبلت الحكومة الصينية اقتراحهم وأنشأت الاكاديمية الصينية للهندسة في عام 1994 ، تم انتخاب وانغ مرة أخرى كأكاديمي مؤسس وعضو في هيئة الرئاسة.  كان زميلًا في جمعية مهندسي أجهزة التصوير البصري وترأس عددًا من ندوات ومؤتمرات الجمعية. 
في مارس 1986، كتب وانج داهينج وثلاثة علماء بارزين آخرين - وانج جانشانج ويانج جياتشي وتشين فانجيون - رسالة إلى دنج شياو بينج يدعو فيها إلى تطوير التقنيات الإستراتيجية.  قبل دينغ اقتراحهم، الذي أدى إلى ولادة برنامج 863 المؤثر، الذي سمي على اسم تاريخ رسالتهم.  
توفي وانغ في 21 يوليو 2011 في بكين، عن عمر يناهز 96 عامًا.   دفن في مقبرة بابوشان الثورية. 

## التكريم والتقدير
حصل وانغ على ميدالية استحقاق مشروع قنبلتان وقمر صناعي في عام 1999 لدوره في تطوير التكنولوجيا لإطلاق الاندماج النووي باستخدام الليزر.   كما تم منحه الجائزة الخاصة لجائزة الدولة للتقدم العلمي والتكنولوجي وجائزة هو ليونغ هو لي للإنجاز في العلوم والتكنولوجيا. 
سُمي الكويكب 17693 وانغ داهنغ ، الذي اكتشفه برنامج الكويكب شميدت في بكين في عام 1997 ، على اسمه.